# Maison de Stanko Paunović à Brestovac
La maison de Stanko Paunović à Brestovac (en serbe cyrillique : Кућа народног хероја Станка Пауновића у Брестовцу ; en serbe latin : Kuća narodnog heroja Stanka Paunovića u Brestovcu) se trouve à Brestovac, dans la municipalité de Negotin et dans le district de Bor, en Serbie. Elle est inscrite sur la liste des monuments culturels protégés de la république de Serbie (identifiant no SK 465).

## Présentation
Stanko Paunović Veljko (1907-1942) est un héros national de la Yougoslavie.